# Kostel svatého Jana Nepomuckého (Hradec Králové)
Kostel svatého Jana Nepomuckého (také Městská hudební síň) je barokní kostel v Hradci Králové. Je součástí komplexu bývalého kněžského semináře.

## Historie

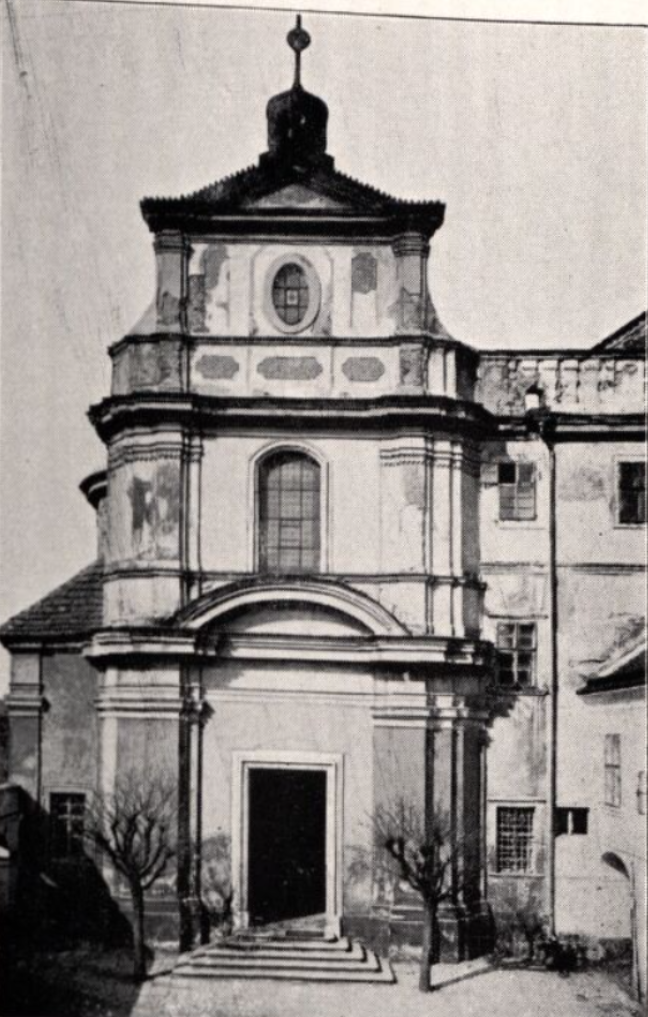
Kostel v roce 1925

### Stavba kostela
Na místě současného kostela stál původně královský hrad, který ve 14. století sloužil jako sídlo českých královen Elišky Rejčky a Alžběty Pomořanské. Roku 1423 byl zbourán. Po zrušení purkrabského soudu byla oblast „Na Hradě“ darována královéhradeckému biskupství. Základní kámen kostela byl posvěcen v roce 1708 biskupem Tobiášem Janem Beckerem. Kostel vystavěl stavitel Vojtěch Schneider podle návrhu neznámého architekta v letech 1709 až 1714. Kostel vysvětil 1. září 1721 biskup Jan Adam Vratislav z Mitrovic. Zajímavostí je, že v této době se o svatořečení Jana Nepomuckého teprve jednalo. Stal se tak jedním z prvních kostelů v Českých zemích zasvěcených právě tomuto světci.

### 18. a 19. století

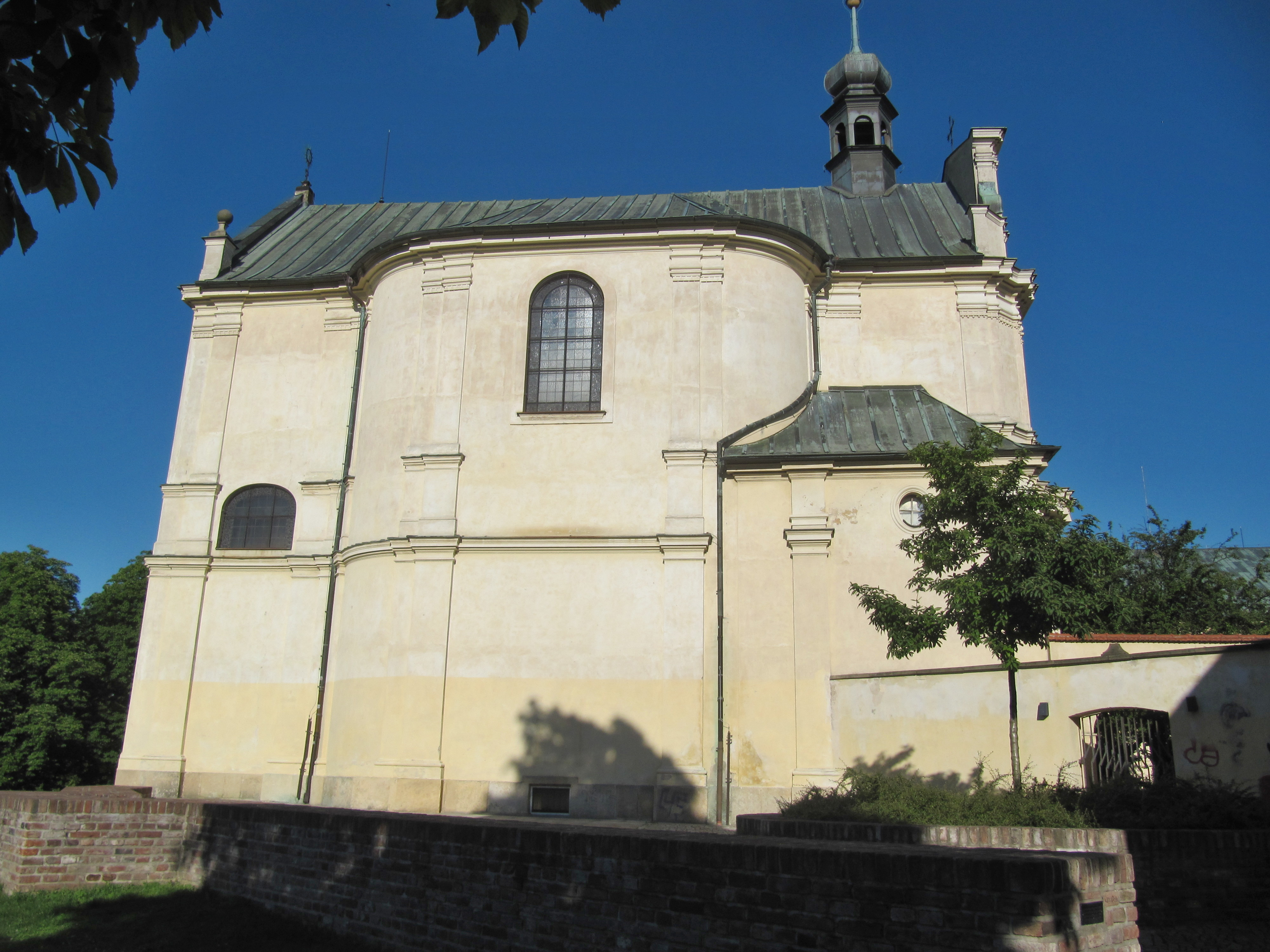
Kostel svatého Jana Nepomuckého v roce 2014

Když byl 19. března 1729 prohlášen Jan Nepomucký za svatého, konaly se v Hradci Králové právě v tomto kostele 16. dubna 1730 velké třídenní oslavy. Každý den se konalo procesí a v noci bylo celé město osvětleno. Rozsvícena byla v noci i všechna okna jezuitské koleje. Slavnosti byly namířeny i proti tajným nekatolíkům - bylo nařízeno, že z každého příbytku se musí účastnit slavností dva lidé. V letech 1737 až 1747 bylo v kostele uchováváno tělo svatého Klimenta, které katedrále svatého Ducha v Hradci Králové daroval papež Klement XII. Když roku 1762 založili Prusové ve městě požár, kostel přežil. V roce 1778 byl kvůli válečnému konfliktu krátce proměněn na zásobárnu a zbrojnici. 24. srpna 1814 během požáru shořela střecha kostela. V roce 1864 zasáhl požár kněžský seminář, kostel však zůstal neporušen. V roce 1866 zasáhly kostel pruské granáty. Roku 1887 byl kostel upraven uměleckou školou beuronských benediktinů a 15. března 1888 opětovně vysvěcen biskupem Josefem Janem Evangelistou Haisem. Návrh výmalby provedl Peter Desiderius Lens.

### Po zrušení kněžského semináře
Svému účelu sloužil kostel až do roku 1950, kdy byl zrušen kněžský seminář. Roku 1963 se nájemcem stal národní podnik Československé hudební nástroje.Ten měl v kostele sklad a v přilehlých prostorách propagační oddělení. O rok později byl kostel prohlášen kulturní památkou. Kostel byl téměř v havarijním stavu, byl dokonce vykraden. Roku 1976 začala přestavba kostela na hudební síň. Cena přestavby stála 15 milionů Korun Československých. Dne 3. října 1988 se konal první koncert v hudební síni, který dirigoval Václav Rabas.
Jako městská hudební síň slouží kostel doposud (2022). Chod síně zajišťuje Hradecká kulturní a vzdělávací společnost.

## Popis
Kostel je centrální, k severu orientovaná jednolodní stavba na obdélném půdorysu se sedlovou střechou a stříkanou omítkou. Kostel nemá věž. Severní strana vrcholí trojúhelným štítem. Průčelí vrcholí štítem vzepřeným po stranách volutami a trojúhelným tympanonem. Vnitřní výzdoba kostela odpovídá tradicím beuronského umění s geometrickým členěním obrazů s jasnou saturací. Je zde patrný vysoký podíl zlacení. Ve středu nástropní fresky je zobrazen beránek, kolem něj evangelisté se svými atributy. Při vnějším okraji fresky jsou vyobrazeni andělé hrající na harfu.